# Cynar

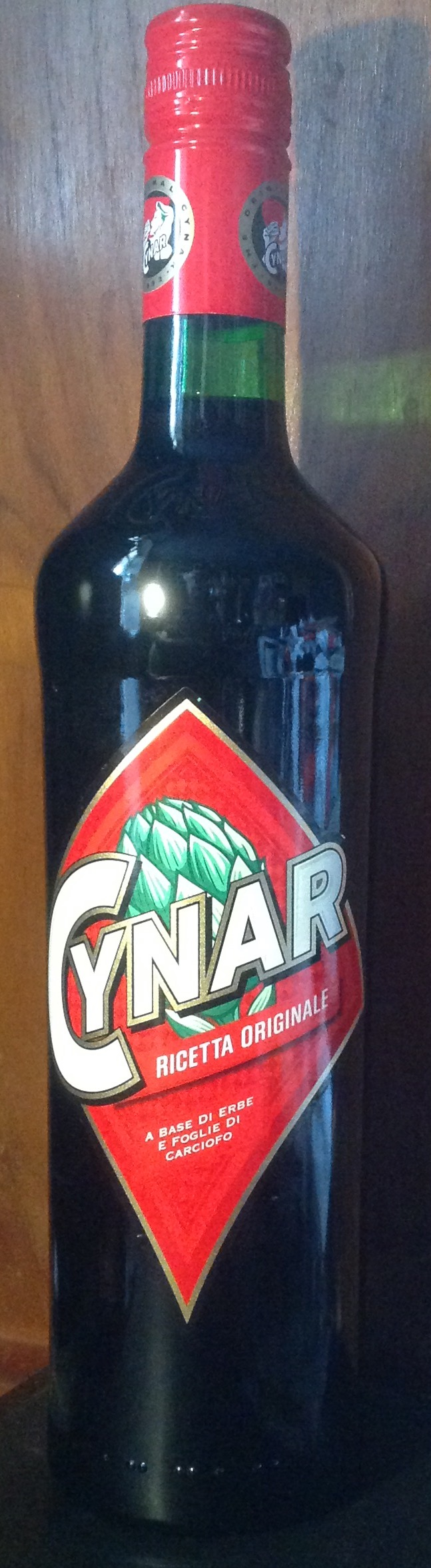
Cynar

Cynar (czyt. czi'nar) – aperitif pochodzenia włoskiego o zawartości alkoholu 16%. Nazwa napoju pochodzi od łacińskiego określenia Cynara Scolymus, co znaczy karczoch. Alkohol jest produkowany od początku lat 50. XX w. W jego skład wchodzą ekstrakty z roślin i alkoholu oraz sok z karczocha.